# 門檻

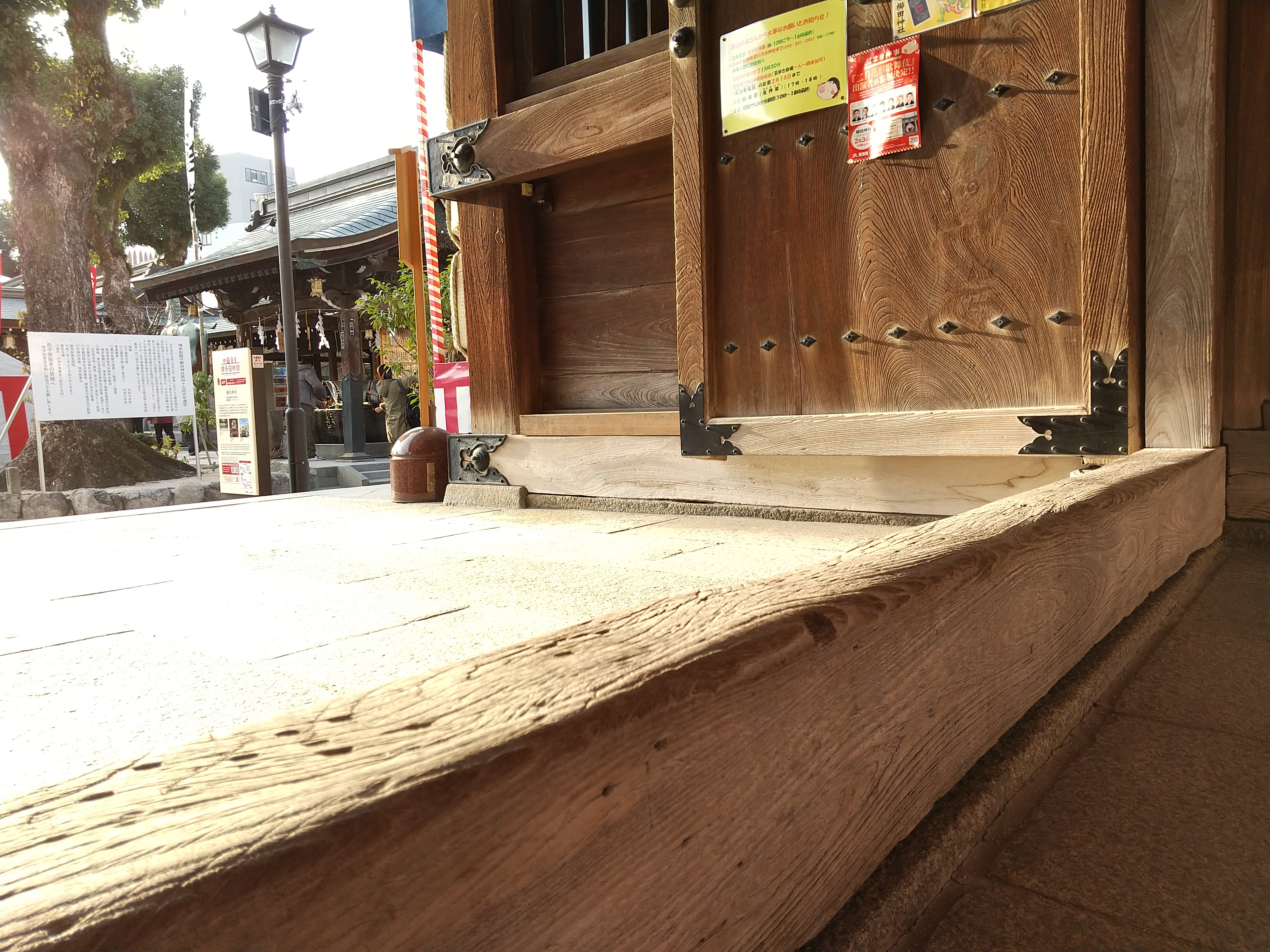
櫛田神社的門檻

门槛是門扉的下端的一根横著的東西，常見的有木制、石制、铜制門檻。現今城市高层住宅楼里的房間大多没有了门槛，一些地方的农村住宅和老房子依然留有门槛。在中国古代，门槛是权力和地位的象征，家里的门槛越高，说明主人身份越尊贵。